# Ингилизово
Ингилизово (на гръцки: Αγχίαλος, Анхиалос, до 1927 година Ίγγλις, Инглис) е село в Гърция, дем Илиджиево (Халкидона), област Централна Македония със 738 жители (2011).

## География
Селото е разположено в Солунското поле на 15 километра северозападно от Солун и на 5 километра източно от Каваклиево (Агиос Атанасиос).

## История

### В Османската империя
В XIX век Ингилизово е българско чифлишко селище в Солунска каза на Османската империя, като името си дължи на английския произход на собственика, който по-късно е убит от турци. Чифликът става собственост на Хамди бей.
В „Етнография на вилаетите Адрианопол, Монастир и Салоника“, издадена в Константинопол в 1878 година и отразяваща статистиката на населението от 1873 Ингилиз (Ingiliz) е показано като село с 20 домакинства и 110 жители българи.
В 1900 година според Васил Кънчов („Македония. Етнография и статистика“) в Ингилизъ живеят 95 българи християни. Според Христо Силянов след Илинденското въстание в 1904 година цялото село (Ингилиз чифлик) минава под върховенството на Българската екзархия. По данни на секретаря на Българската екзархия Димитър Мишев („La Macédoine et sa Population Chrétienne“) в 1905 година в Инглиз чифлик (Inglis-Tchiflik) има 88 българи екзархисти.
Според гръцки данни в 1905 година Инглиз има 55 жители гърци.

### В Гърция
В 1913 година след Междусъюзническата война Ингилизово остава в Гърция. Българското му население се изселва и в 1923 година на негово място са настанени 450 гърци бежанци от българския град Анхиало (днес Поморие), изгорен на 30 юли 1906 година по времена антигръцките вълнения в България. В 1927 година селото е прекръстено на Анхиалос. По-късно в селото са заселени още бежанци от Станимака (днес Асеновград), Бургас и Созопол. В 1928 година Ингилизово е бежанско село с 236 бежански семейства и 849 жители бежанци. Анхиалци донасят в новото си местообитание и занаята си - винарството. Селото празнува на Свети Иван и на Свети Трифон на 1 февруари.
В 2001 година Ингилизово има 1062 жители, а в 2011 година - 738.